# Patriotische Gesellschaft von 1765

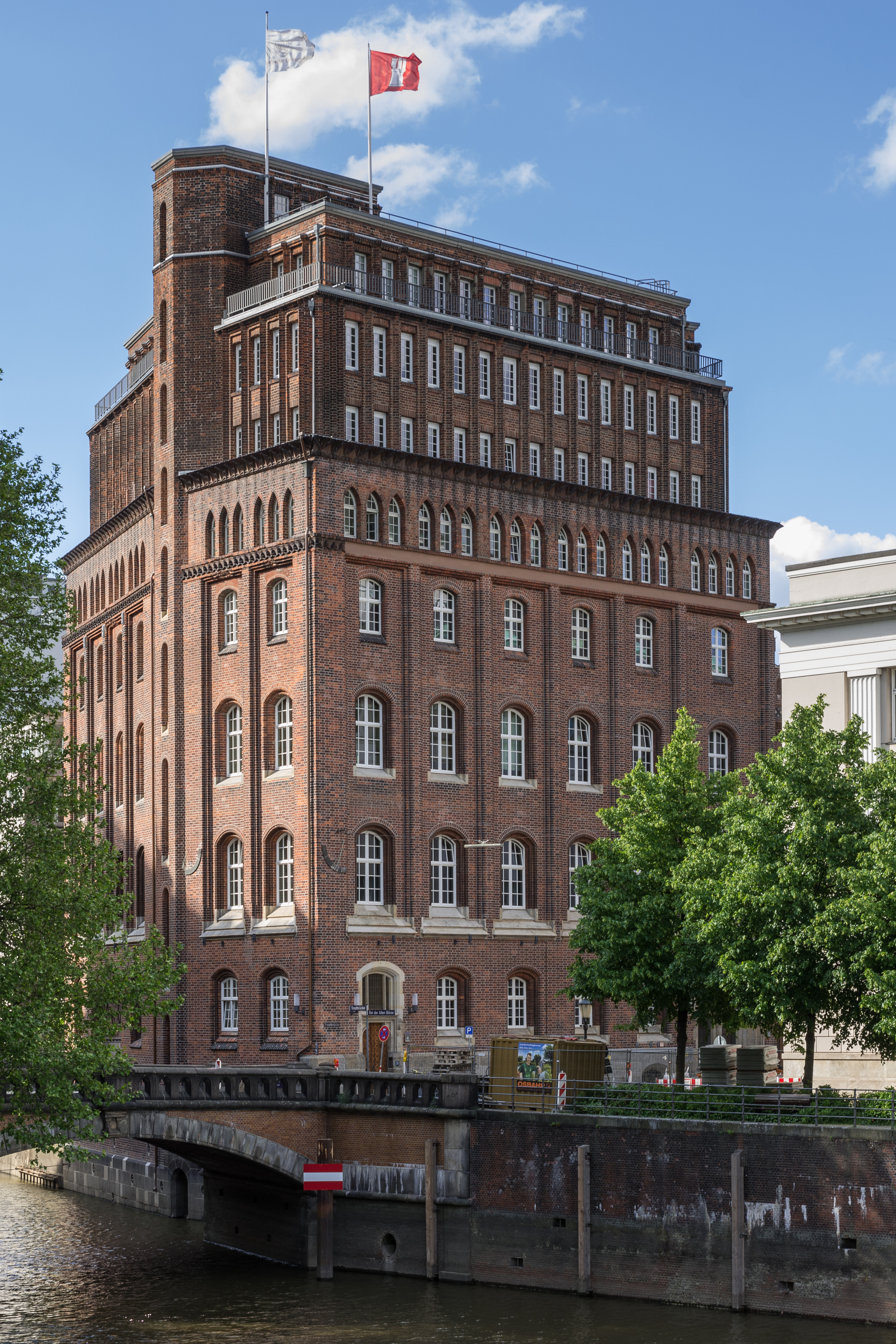
Haus der Patriotischen Gesellschaft an der Trostbrücke

Die Patriotische Gesellschaft von 1765 wurde am 11. April 1765 in Hamburg als Hamburgische Gesellschaft zur Beförderung der Künste und nützlichen Gewerbe in der Epoche der Aufklärung gegründet. Sie ist ein von Hamburger Bürgern getragener gemeinnütziger Verein und nach eigenen Angaben die älteste zivilgesellschaftlich engagierte Organisation im deutschsprachigen Raum.

## Geschichte
Die Gründungsmitglieder folgten damit erstmals in Deutschland einer Bewegung, die unter anderem 1731 mit der Dublin Society for improving Husbandry, Manufactures and other Useful Arts, jetzt Royal Dublin Society, 1753 in London mit der Royal Society for the encouragement of Arts, Manufactures and Commerce, kurz Royal Society of Arts oder RSA, dem direkten Vorbild für die Gründungsmitglieder, und der Société d’Encouragement de l’Industrie Nationale in Paris begann.

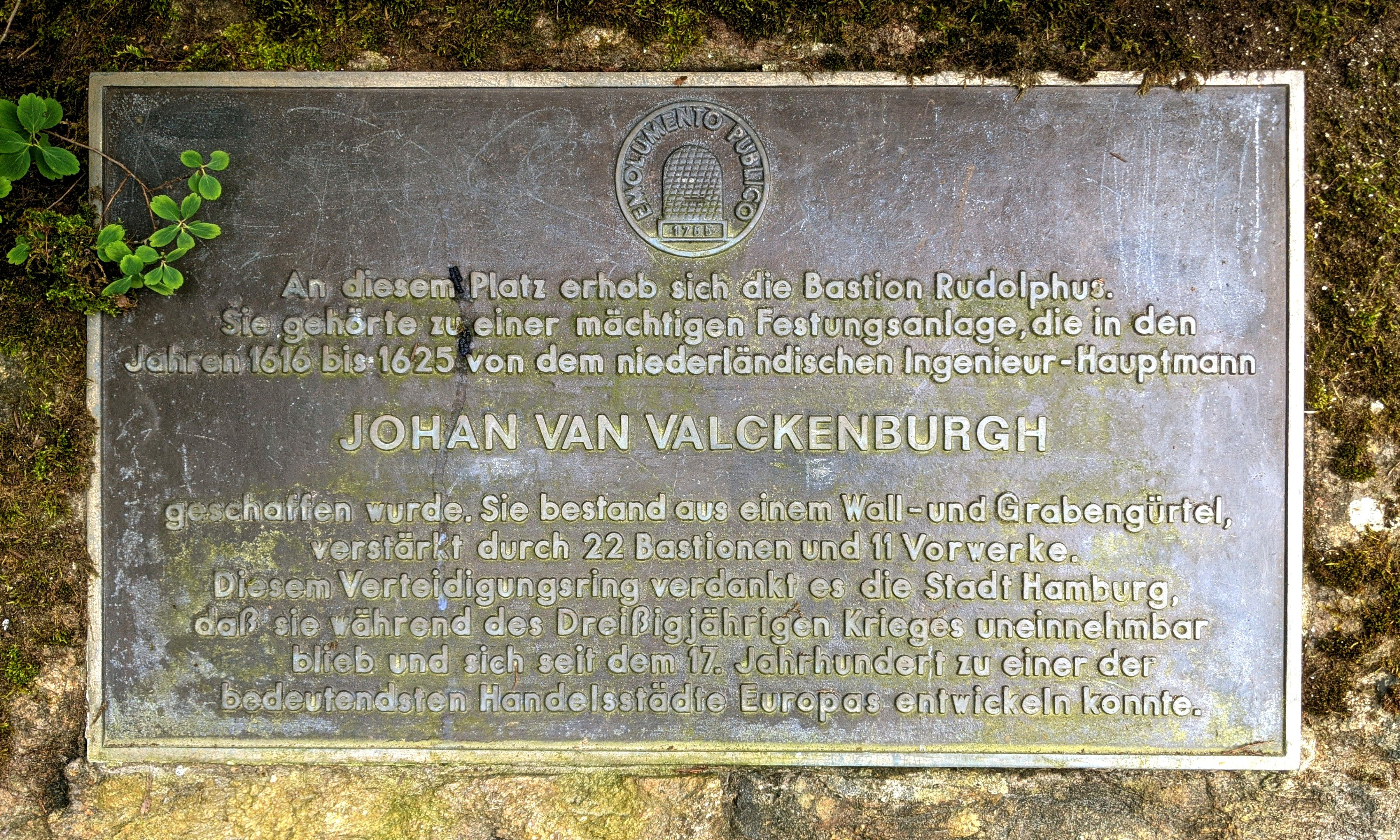
Gedenktafel für den Erbauer der Hamburger Wallanlagen, Johan van Valckenburgh im Planten-un-Blomen-Park mit Wappen der Patriotischen Gesellschaft

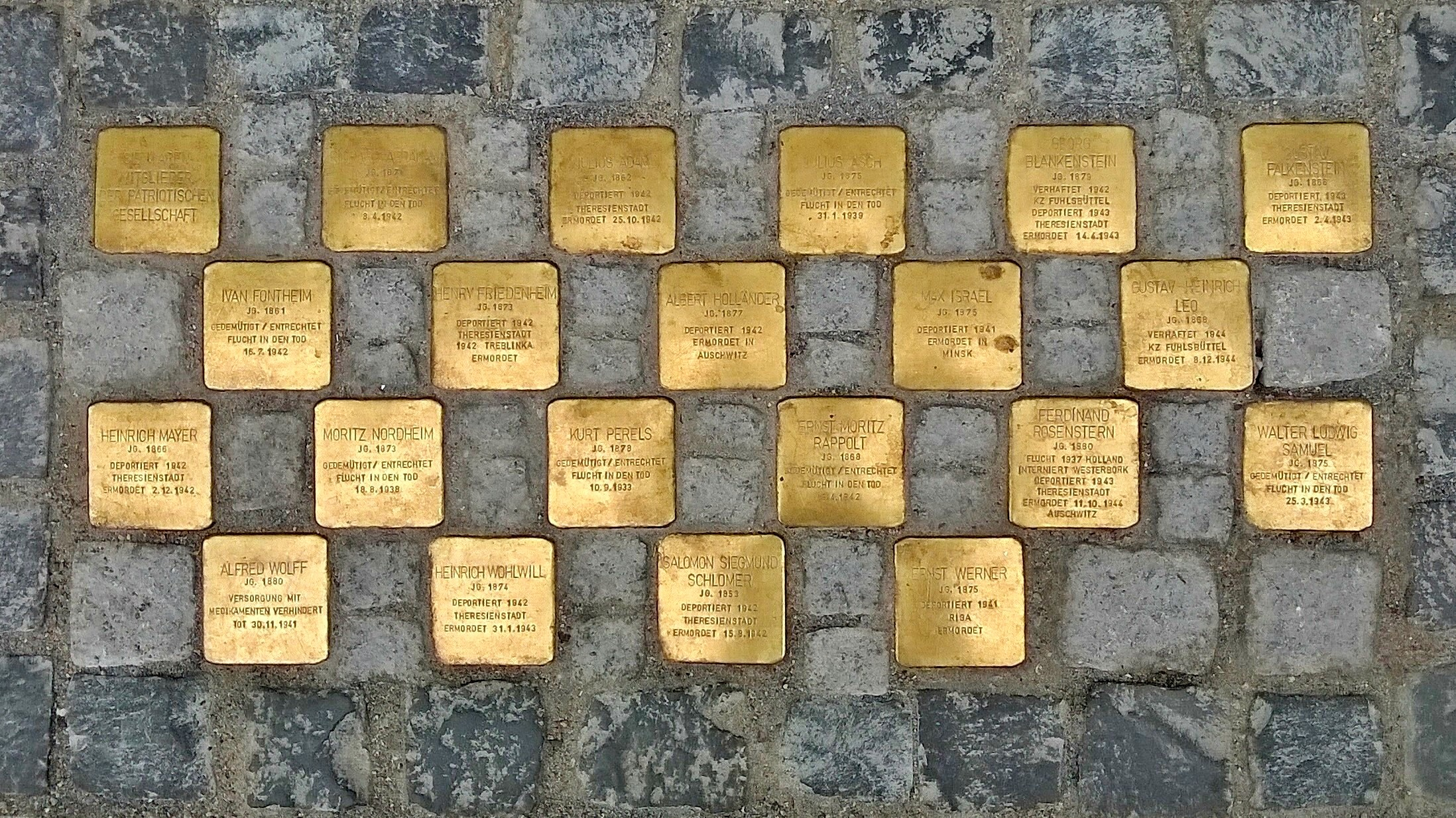
Stolpersteine vor dem Eingang Trostbrücke erinnern an die im Dritten Reich verfolgten Mitglieder der Patriotischen Gesellschaft.

Da die Gesellschaft als Muster einer aufgeklärt-gemeinnützigen Sozietät galt, wurde ihr schon kurze Zeit nach der Gründung der ehrende Beiname Patriotische Gesellschaft verliehen, wobei „Patriotismus“ hier vor allem die uneigennützige Beförderung des Gemeinwesens meinte. In einer ungewöhnlichen Kontinuität, die nur in wenigen anderen Stadtstaaten wie Basel (Gesellschaft für das Gute und Gemeinnützige Basel) und Lübeck (Gesellschaft zur Beförderung gemeinnütziger Tätigkeit) Parallelen hat, ist sie den aufklärerisch-gemeinnützigen Impulsen und Zielen treu geblieben. Aus diesem Grunde hält die Patriotische Gesellschaft bis heute an ihrem alten Namen und Beinamen fest und bewahrt damit ihr historisches Erbe.
Auf Initiativen der Patriotischen Gesellschaft von 1765 und ihrer Mitglieder gehen die Einführung des Blitzableiters und des Kartoffelanbaus in Hamburg, die Gründung der ersten Sparkasse in Europa 1778 (im Zusammenhang mit der Gründung der Allgemeinen Versorgungsanstalt, 1810 aufgelöst), des Vereins für Hamburgische Geschichte im Jahr 1839 und der Hamburger Öffentlichen Bücherhallen sowie das Hamburger Armenwesen und der Arbeitsnachweis für Hafenarbeiter (ein Vorläufer des Arbeitsamtes) zurück. Aus den von der Patriotischen Gesellschaft begründeten Zeichenschulen entwickelten sich das Berufsschulwesen und die Fachhochschule Hamburg (heute Hochschule für Angewandte Wissenschaften Hamburg). Ebenfalls mit Unterstützung der Patriotischen Gesellschaft wurden das Museum für Kunst und Gewerbe in Hamburg und das Museum für Hamburgische Geschichte gegründet. 1767 gründete sie eine Schule für Kunst und Gewerbe, die Vorläuferin der heutigen Hochschule für bildende Künste Hamburg.
In Abstimmung mit der Patriotischen Gesellschaft wurde von hochrangigen Hamburger Bürgern am 16. Oktober 1868 der Verein für Kunst und Wissenschaft gegründet, der seinen Sitz im Gebäude der Patriotischen Gesellschaft nahm und bereits im Gründungsjahr 500 Mitglieder hatte. Sein Vereinslokal war die heutige Gaststätte. Vorsitzender wurde der Obergerichtsrat Hermann Baumeister. Zahlreiche wichtige Vorträge über die Entwicklung der Stadt Hamburg fanden im Rahmen von Vereinsversammlungen statt, so z. B. der Vortrag von Martin Haller „Vom Hamburger Rathhausbau“ vom 8. November 1897. Nachdem 1922 der Überseeclub gegründet worden war und im Gebäude der Patriotischen Gesellschaft sein Domizil gefunden hatte, wurde der „Verein für Kunst und Wissenschaft“ aufgelöst. Ein 1888 von dem Mitglied der Patriotischen Gesellschaft und Bildhauer Aloys Denoth für den Verein geschnitztes Rundfries um ein Aneroidbarometer befindet sich inzwischen im Hamburger Rathaus (Phönixsaal, südliche Fensterlaibung). Von Denoth stammt auch der Schmuck der großen Uhr im Vereinslokal, dem jetzigen Restaurant Zum alten Rathaus.
Die Patriotische Gesellschaft handelt nach ihrem Leitspruch „Nützlich für Hamburg. Aktiv für die Menschen“. Dieses patriotische Selbstverständnis hat eine lange Tradition: Seit ihrer Gründung 1765 zeigt die Patriotische Gesellschaft bürgerschaftliches Engagement. Sie gibt Anstöße für gesellschaftliche Verbesserungen und setzt Ideen in die Tat um. Unabhängig von parteipolitischen Interessen und weltanschaulichen Positionen bietet die Patriotische Gesellschaft ein Forum für den freien Austausch von Meinungen. Das Veranstaltungsprogramm und die Arbeit der Arbeitskreise und Projektgruppen decken ein weites Themenspektrum ab.
Schwerpunkte sind Denkmalschutz und Stadtentwicklung, allgemeine und berufliche Bildung, Inklusion und interkultureller Dialog.
Die Patriotische Gesellschaft ist Träger von SeitenWechsel, einem Programm zur Persönlichkeitsentwicklung von Managern und Führungsnachwuchskräften, und des Diesterweg-Stipendiums Hamburg.
Dieses erste Familienbildungsstipendium in Deutschland unterstützt begabte Kinder aus sozial benachteiligten Stadtteilen beim Übergang auf die weiterführende Schule und trägt so zu mehr Chancengerechtigkeit im Bildungssystem und Teilhabe in der Gesellschaft bei. Entwickelt wurde das Programm von der Polytechnischen Gesellschaft in Frankfurt am Main. In Hamburg können ab 2016 mit der Unterstützung der Behörde für Arbeit, Soziales, Familie und Integration sowie der Behörde für Schule und Berufsbildung Hamburg und einer starken Gemeinschaft von Hamburger Stiftungen und Unternehmen jährlich 12 Kinder in das Diesterweg-Stipendium Hamburg aufgenommen werden.
Die Patriotische Gesellschaft unterstützt das Hamburger Straßenmagazin Hinz&Kunzt als Gesellschafter und fördert mit dem deutschlandweiten „Bülau-Wettbewerb“ junge Talente im Bereich von Planung und Architektur.
In jüngster Zeit hat die Patriotische Gesellschaft von 1765 beispielsweise eine nicht-staatliche Initiative für die Anbringung von Gedenktafeln und mit eAKTIVOLI eine Freiwilligenbörse im Internet für Hamburg geschaffen. Im Juni 2015 hat die Patriotische Gesellschaft für ihre im Nationalsozialismus ausgeschlossenen jüdischen Mitglieder Stolpersteine verlegen lassen.

## Haus der Patriotischen Gesellschaft

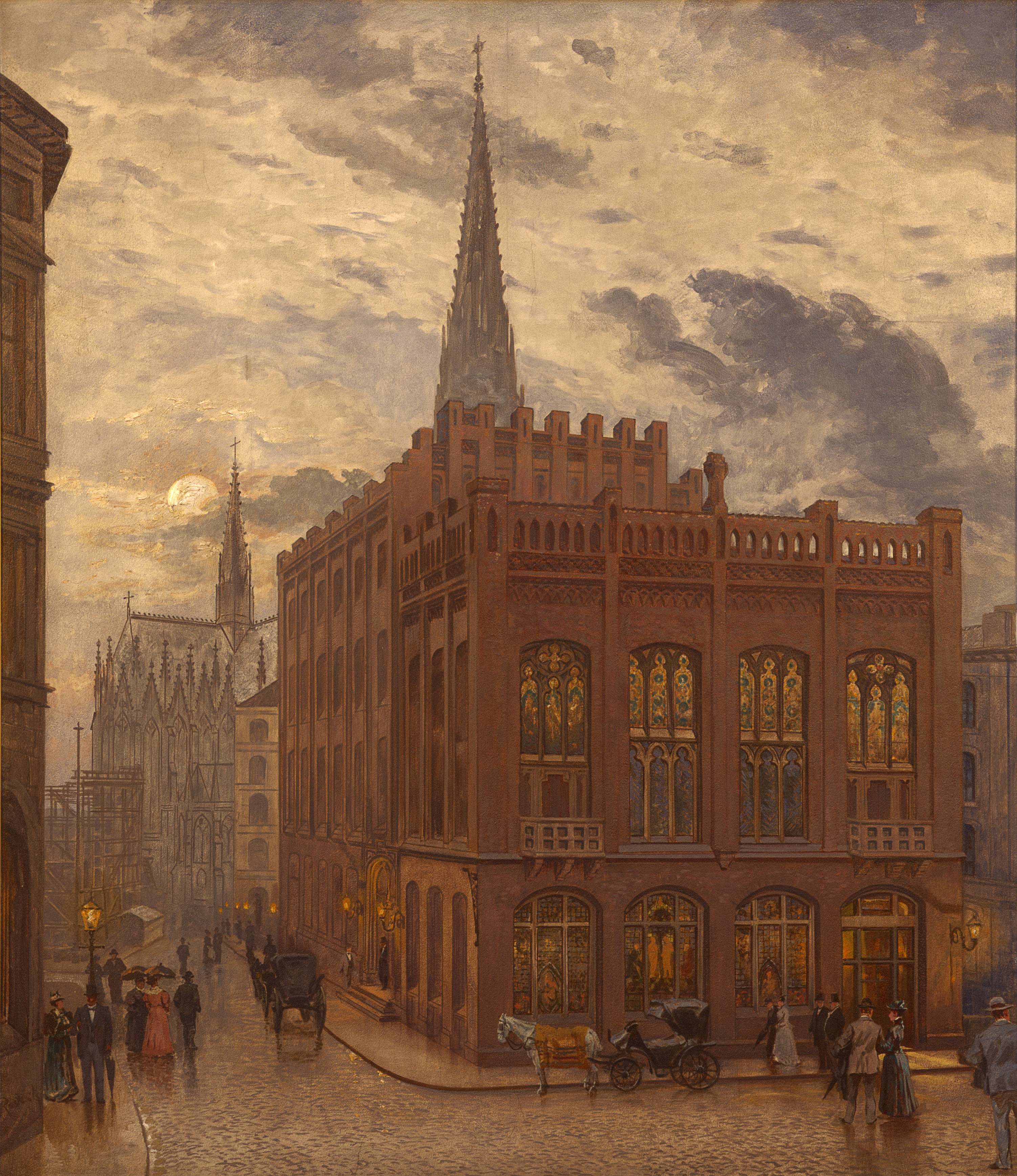
Das Gebäude der Patriotischen Gesellschaft, Gemälde von Carl Rodeck

Das Haus der Patriotischen Gesellschaft an der Trostbrücke steht auf dem Platz, den seit dem 13. Jahrhundert das Hamburger Rathaus eingenommen hatte, bis es beim Großen Brand 1842 gesprengt wurde. Es wurde 1845 – 1847 nach Plänen von Theodor Bülau errichtet. Das Gebäude sollte für die Hansestadt in architektonischer Sicht wegweisend sein und den Zielen der Gesellschaft nach einer besseren handwerklichen Ausbildung entsprechen. Es entstand daher unter Anwendung modernster Bautechnik (Betonfundament, Asphaltböden) und Einrichtungen (Wasserklosett) sowie, entgegen der vorherrschenden zeittypischen Putzbauweise, in Anlehnung an die Backsteingotik als Backsteinrohbau. Ab 1847 tagten die Mitglieder des Hamburger Künstlervereins von 1832 dort bei ihren Vereinstreffen. Von 1848 bis 1850 wurde es zum Sitzungsort der Hamburger Konstituante und von 1859 bis 1897 der Bürgerschaft.
Von 1923 bis 1924 wurde der Bau, der ursprünglich auf zwei Seiten von Wasserflächen gesäumt war (ein nördlicher Fleetrest wurde nach 1945 zugeschüttet), zur Seite des Nikolaifleetes unter Rücksicht auf den Bestand von Klophaus & Schoch aufgestockt. 1923 wurde das Haus, als eine der frühen Unterschutzstellungen, in die Denkmalliste eingetragen. Der Übersee-Club erhielt hier nun ebenfalls sein Domizil, musste jedoch seine Tätigkeiten in der Zeit des Nationalsozialismus wieder einstellen. Die schweren Schäden des im Zweiten Weltkrieg teilweise ausgebrannten Hauses führten dazu, dass unter anderem die Bibliothek und die Fenster-Maßwerke des großen Saales verlorengingen. Beim bereits 1945 begonnenen und in mehreren Etappen bis 1957 abgeschlossenen Wiederaufbau durch Friedrich Ostermeyer und Paul Suhr wurden die Veranstaltungssäle des Hauses im zeitgenössischen Stil wiederhergestellt. Die Bibliothek der Patriotischen Gesellschaft wurde nicht wiederaufgebaut. Die expressionistische Aufstockung wurde vereinfacht; die Maßwerkfenster des Sitzungssaals wurden in geänderter Bauform erneuert. Zudem gestalteten Ostermeyer und Suhr die Innenräume um, indem sie bunte Mosaiken, glänzenden Naturstein und Goldeloxal verwendeten.
Der Bildhauer Aloys Denoth schuf für das Gebäude eine große Hänge-Uhr, die noch heute im Erdgeschoss im Raum „Zum alten Rathaus“ zu sehen ist. Eine kunstvolle Uhr ist umgeben von einem Holzkranz mit vier geschnitzten Putten und dem Zunftzeichen der Maler. Diesen Kranz umrahmt ein Metallkranz mit Sonnenstrahlen und den 12 Tierkreiszeichen, zwischen ihnen unten eine Sanduhr als Mahnung an die Vergänglichkeit und oben die Erdkugel, auf der Merkur (Hermes), der Schutzgott der Kaufleute, mit geflügeltem Helm, Heroldstab und Flügelschuhen steht.
In der Eingangshalle befindet sich an der rechten Wand ein Panorama des Hamburger Hafens (1972), ein aus bemalten Fliesen geschaffenes Werk von Helmuth Heinsohn. Zu einem weiteren Kunstwerk gelangt man über den Treppenaufgang zum Saalgeschoss: Ein Mosaik des Berliner Bildhauers Harry Mac Lean aus dem Jahr 1961.

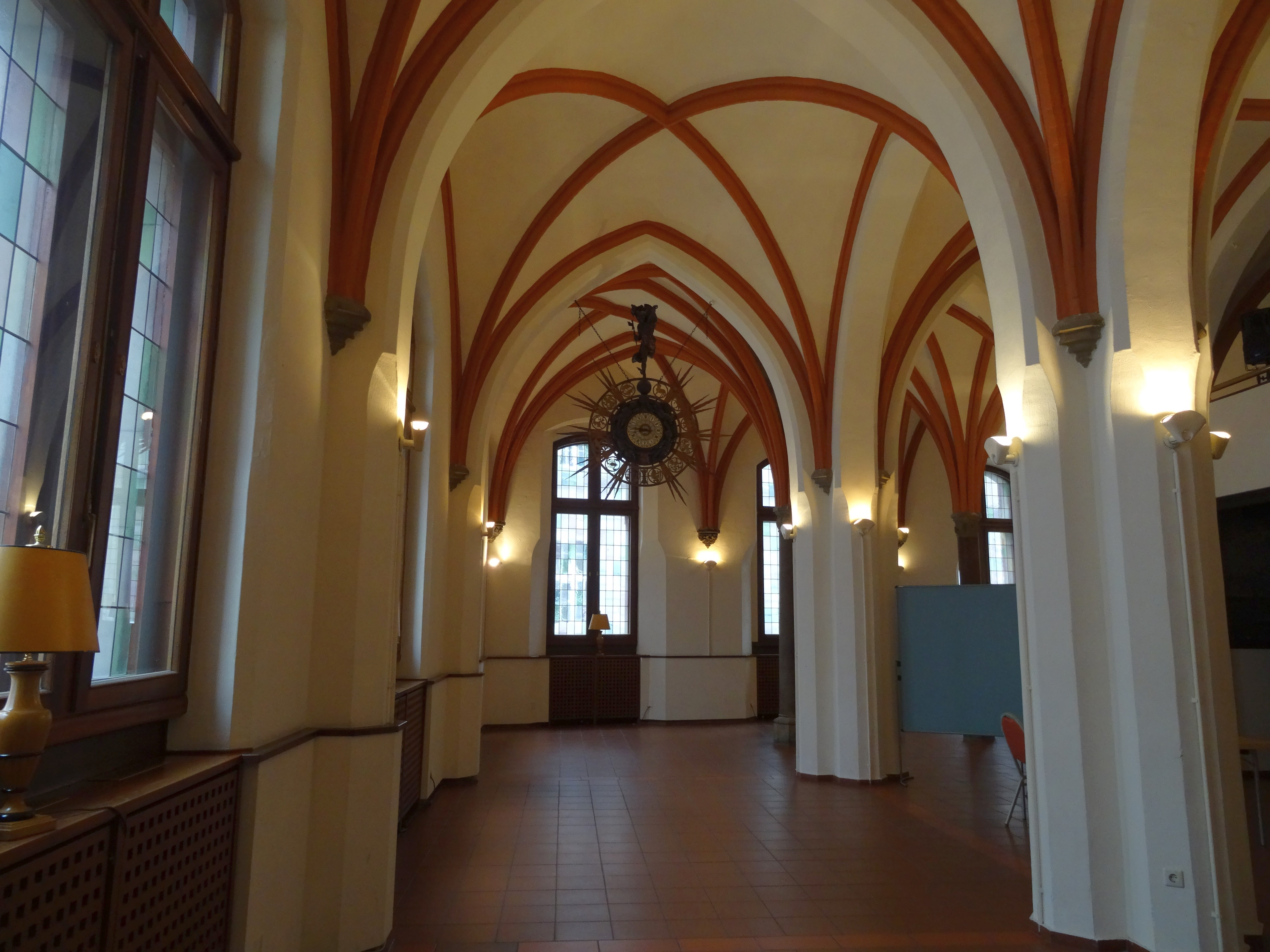
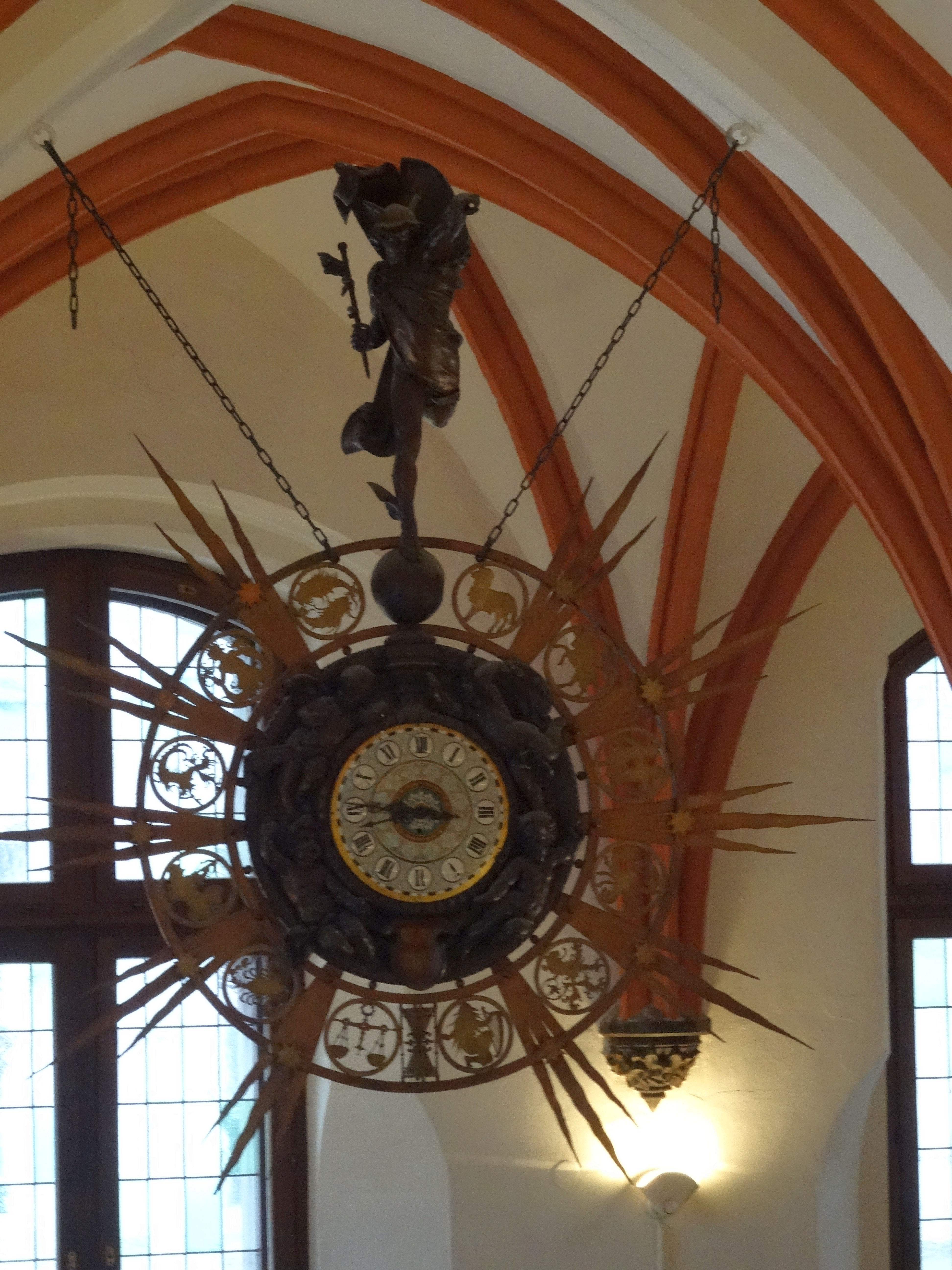
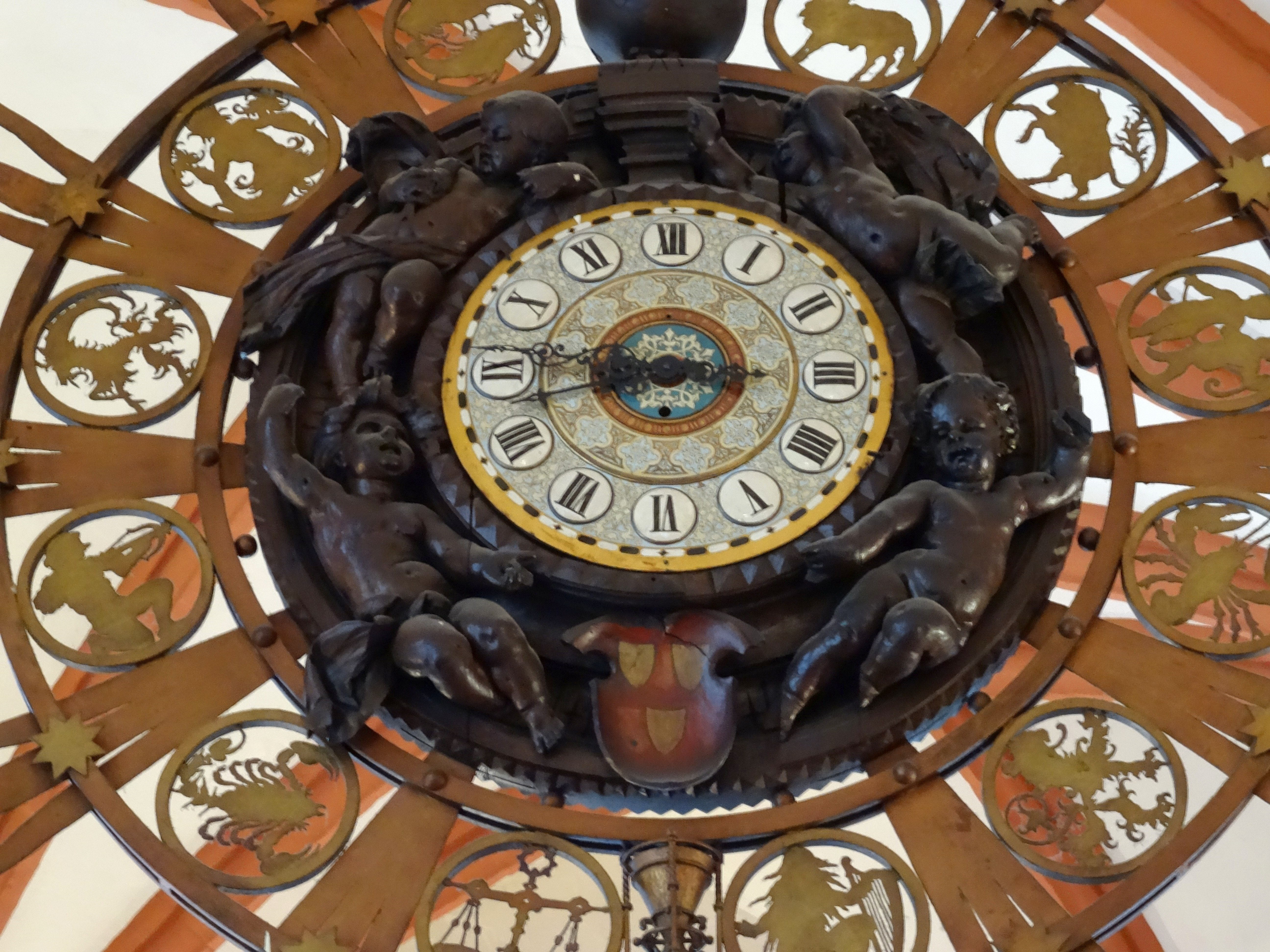
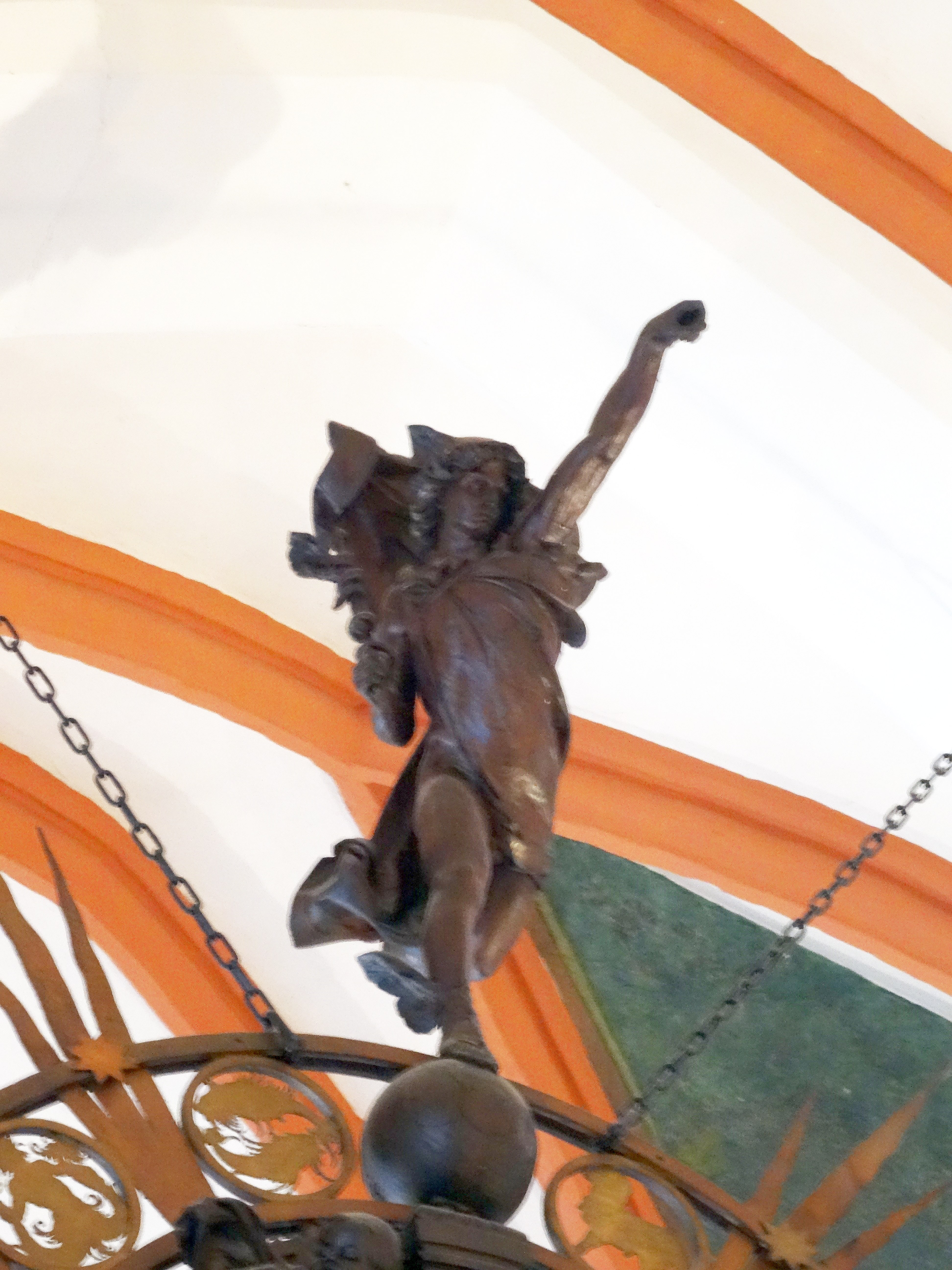
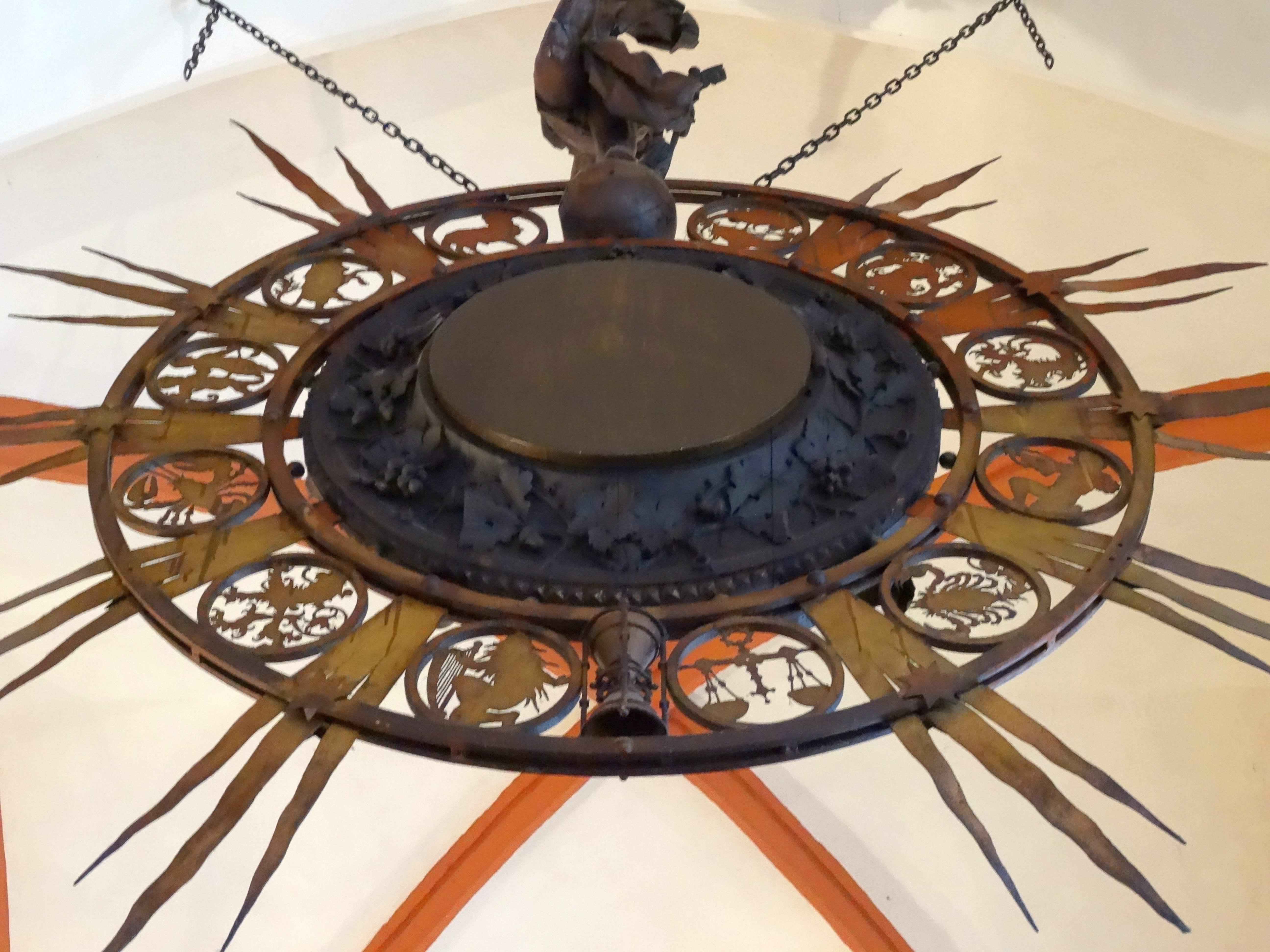

## Medaillen

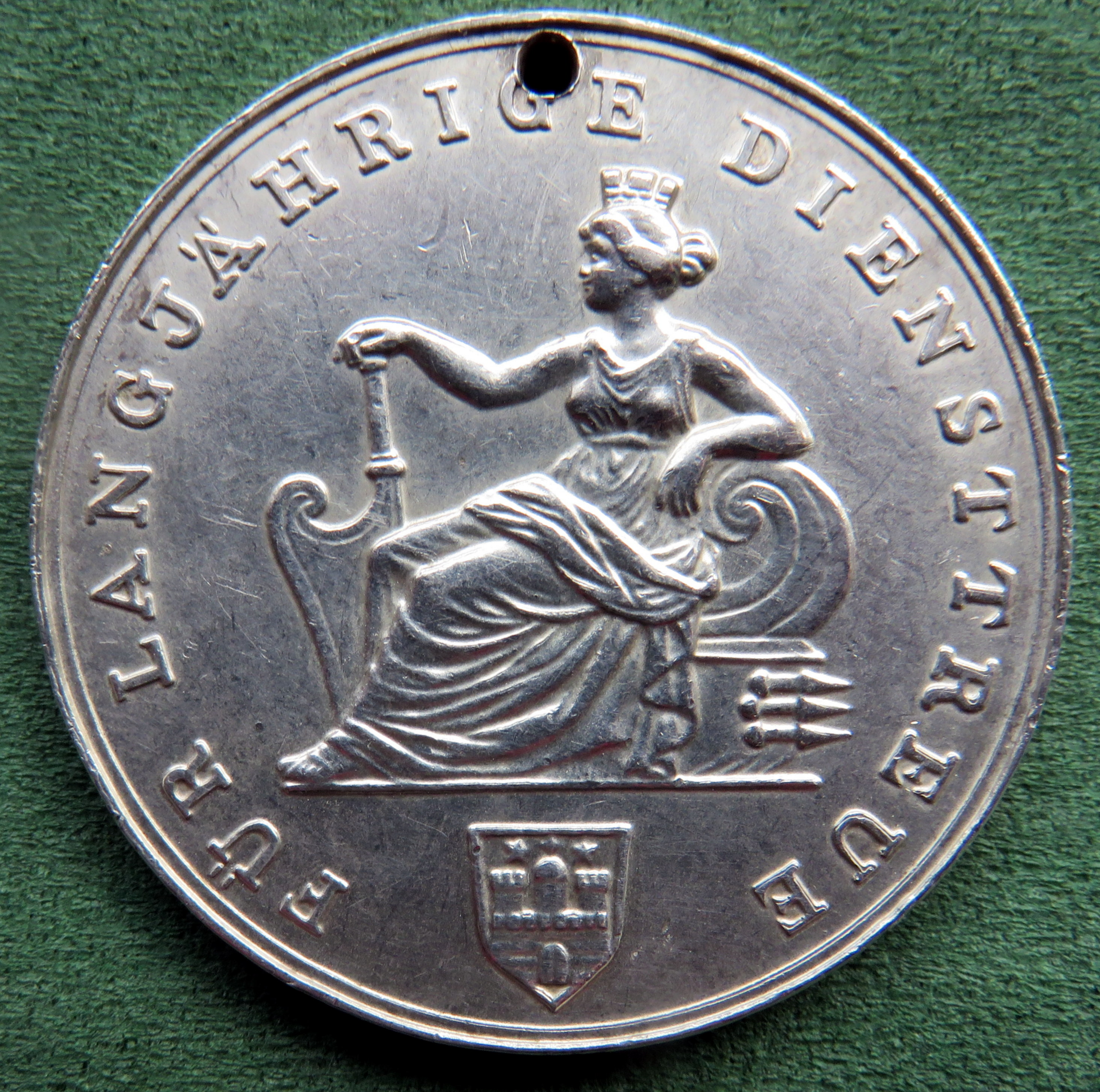
Vorderseite Silbermedaille, 33 mm Durchmesser

Seit 1777 ist es auf Initiative der Patriotischen Gesellschaft Brauch, durch die Verleihung von Diensttreue-Medaillen und Urkunden langjährige und engagierte Mitarbeiter in Hamburger Unternehmen auszuzeichnen. Die Erträge aus dem Verkauf der Medaillen für 10, 25, 40 und 50 Jahre Diensttreue werden für die gemeinnützigen Zwecke der Gesellschaft eingesetzt.

## Mitglieder (Auswahl)
- Wilhelm Amsinck (1752–1831), Senator und Bürgermeister
- Johann August Arens (1757–1806), Architekt
- Ferdinand Beneke (1774–1848), Jurist und Politiker
- Johann Joachim Bolten (1752–1835), Jurist
- Peter Breiß (1770–1846), deutscher Pädagoge, Ehrenmitglied
- Johann Georg Büsch (1728–1800), Pädagoge und Publizist
- Friedrich Ludwig Christian Cropp (1718–1796), Arzt, Bücher- und Kunstsammler
- Aloys Denoth (1851–1893), Bildhauer
- Franz Gustav Forsmann (1795–1878), Architekt
- Paul Dietrich Giseke (1741–1796), Arzt, Botaniker und Bibliothekar
- Johann Hinrich Gossler (1738–1790), Bankier
- Johann Arnold Günther (1755–1805), Senator und Aufklärer
- Salomon Heine (1767–1844), Bankier und öffentlicher Wohltäter, Ehrenmitglied
- Karl Johann Heinrich Hübbe (1764–1830), Prediger und Schriftsteller, Bibliothekar der Gesellschaft
- Johann Michael Hudtwalcker (1747–1818), Kaufmann
- Daniel Heinrich Jacobj (1820–1886), Jurist

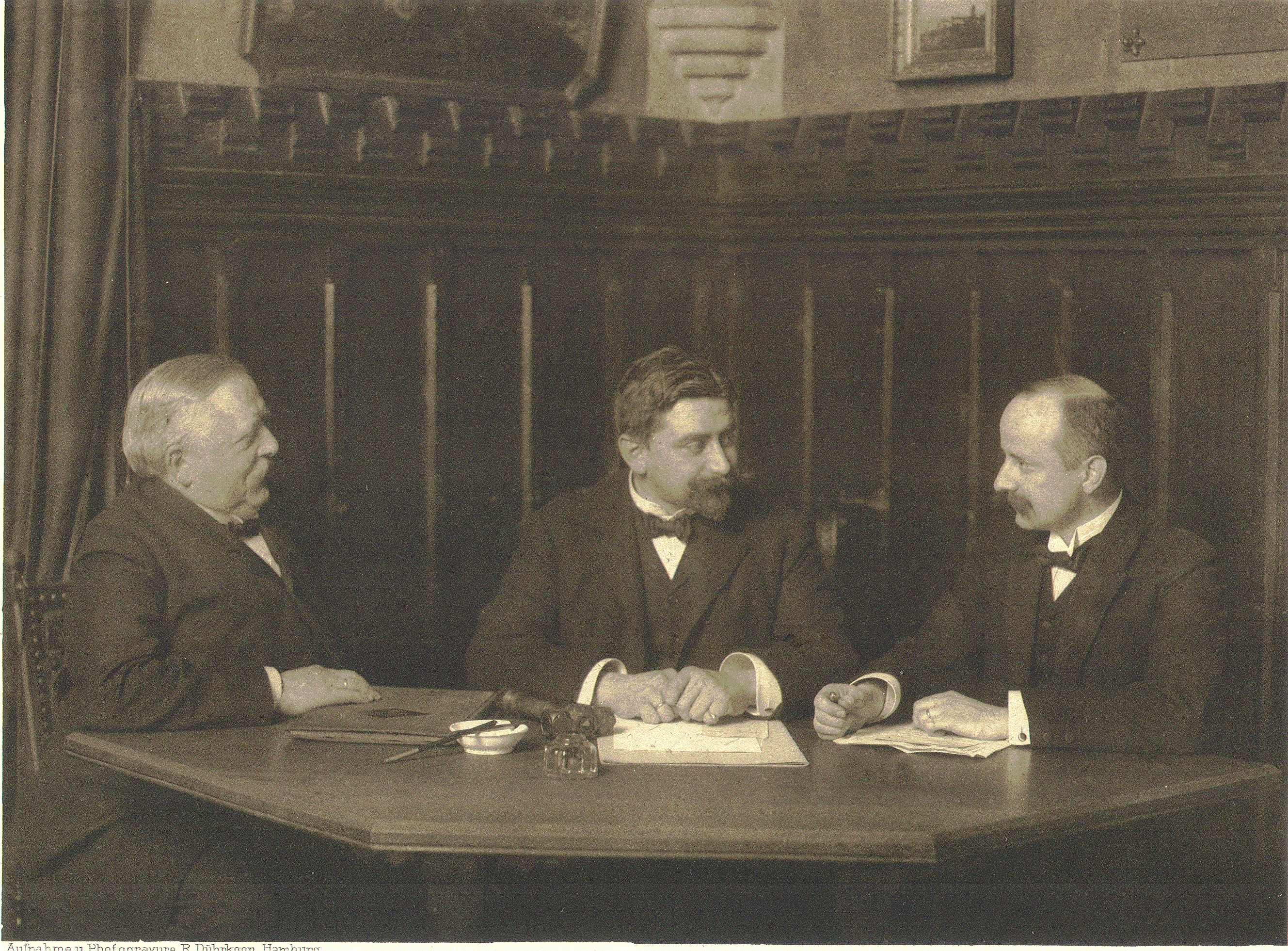
Der Vorstand der Patriotischen Gesellschaft, Hamburg 1905, von rechts nach links: B. Hennicke, Eduard Hallier, G. Herm. Sieveking

- Nicolaus Anton Johann Kirchhof (1725–1800), Kaufmann, Senator und Gelehrter
- Anton August Heinrich Lichtenstein (1753–1816), Zoologe und Bibliothekar
- Conrad Johann Matthiessen (1751–1822), Kaufmann und Bankier
- Wilhelm Hildemar Mielck (1840–1896), Pharmazeutiker und niederdeutscher Sprachforscher
- Friedrich Johann Lorenz Meyer (1760–1844), Jurist und Reiseschriftsteller
- Johann Friedrich Albrecht August Meyer (1807–1893), Jurist
- Gottfried Jacob Jänisch (1751–1830), Arzt
- Martin Johann Jenisch (1760–1827), Kaufmann und Senator
- Ulrich Moller (1733–1807), Kaufmann und Mitbegründer der Patriotischen Gesellschaft
- Ingrid Nümann-Seidewinkel (* 1943), Juristin und Politikerin (SPD), Vorsitzende der Patriotischen Gesellschaft
- Carl Friedrich Petersen (1809–1892), Jurist und Erster Bürgermeister von Hamburg
- Johann Albert Heinrich Reimarus (1729–1814), Arzt
- Johann Theodor Reinke (1749–1825), Ingenieur
- Peter Friedrich Röding (1767–1846), Kaufmann und Kunstsammler
- Sebastian Vitus Schlupf (1761–1826), Bildhauer und Lehrer für das Dekorationszeichnen 1792–1811
- Nicolaus Schuback (1700–1783), Jurist und Bürgermeister
- Georg Heinrich Sieveking (1751–1799), Kaufmann
- Heinrich Christian Sieveking (1752–1809), Kaufmann und Senator
- Ernst Georg Sonnin (1713–1794), Architekt
- Johann Peter von Spreckelsen (1722–1795), Jurist und Senator
- Ernst Gottfried Vivié (1823–1902), Bildhauer, Vorsitzender
- Caspar Voght (1752–1839), Kaufmann und Sozialreformer
- Carl Ludwig Wimmel (1786–1845), Architekt
- Andreas Christian Wolters (1770–1827), Jurist und Senator
- Georg Friedrich Vorwerk (1793–1867), Kaufmann

## Werke
- Verhandlungen und Schriften der Hamburgischen Gesellschaft zur Beförderung der Künste und nützlichen Gewerbe, Verlag Carl Ernst Bohn, Hamburg, Bd. 1 (1790) Dig., 2 (1791) Dig., 3 (1792) Dig., 4 (1793/94) Dig., 5 (1795/96) Dig., 6 (1797/99) Dig., 7 (1800/05) Dig., N.F. 1.1845/46 Dig., N.F. 2.1847 Dig., (Digitalisate der Staats- und Universitätsbibliothek, Hamburg).